# Taux de l'intérêt légal
Le taux de l'intérêt légal est le taux d'intérêt fixé par le législateur pour les fins du droit civil et de la procédure civile. Il est notamment utilisé lorsqu'un prêt conventionnel n'a pas de taux convenu ou pour les demandes de dommages-intérêts devant un tribunal. 
On ne doit pas le confondre avec le taux directeur d'une banque centrale ou le taux d'usure du droit pénal. 

## Droit par pays

### Canada
Le taux de l'intérêt légal est  fixé à 5 % par l'article 3 de la Loi sur l'intérêt.

#### Québec
L'article 1565 du Code civil du Québec prévoit que « les intérêts se paient au taux convenu ou, à défaut, au taux légal ».
L'article 1617 al.1  C.c.Q. dispose que « les dommages-intérêts résultant du retard dans l’exécution d’une obligation de payer une somme d’argent consistent dans l’intérêt au taux convenu ou, à défaut de toute convention, au taux légal ».
La province de Québec applique la disposition de la Loi sur l'intérêt du gouvernement fédéral parce que le législateur fédéral a compétence en matière de taux d'intérêt.

### France
En droit français, le taux d'intérêt légal dépend maintenant du taux de refinancement de la Banque centrale européenne, et :
pour les particuliers, du taux moyen des crédits à la consommation ;
pour les professionnels, du taux moyen des crédits de court terme aux entreprises.